# Gintaras Rinkevičius

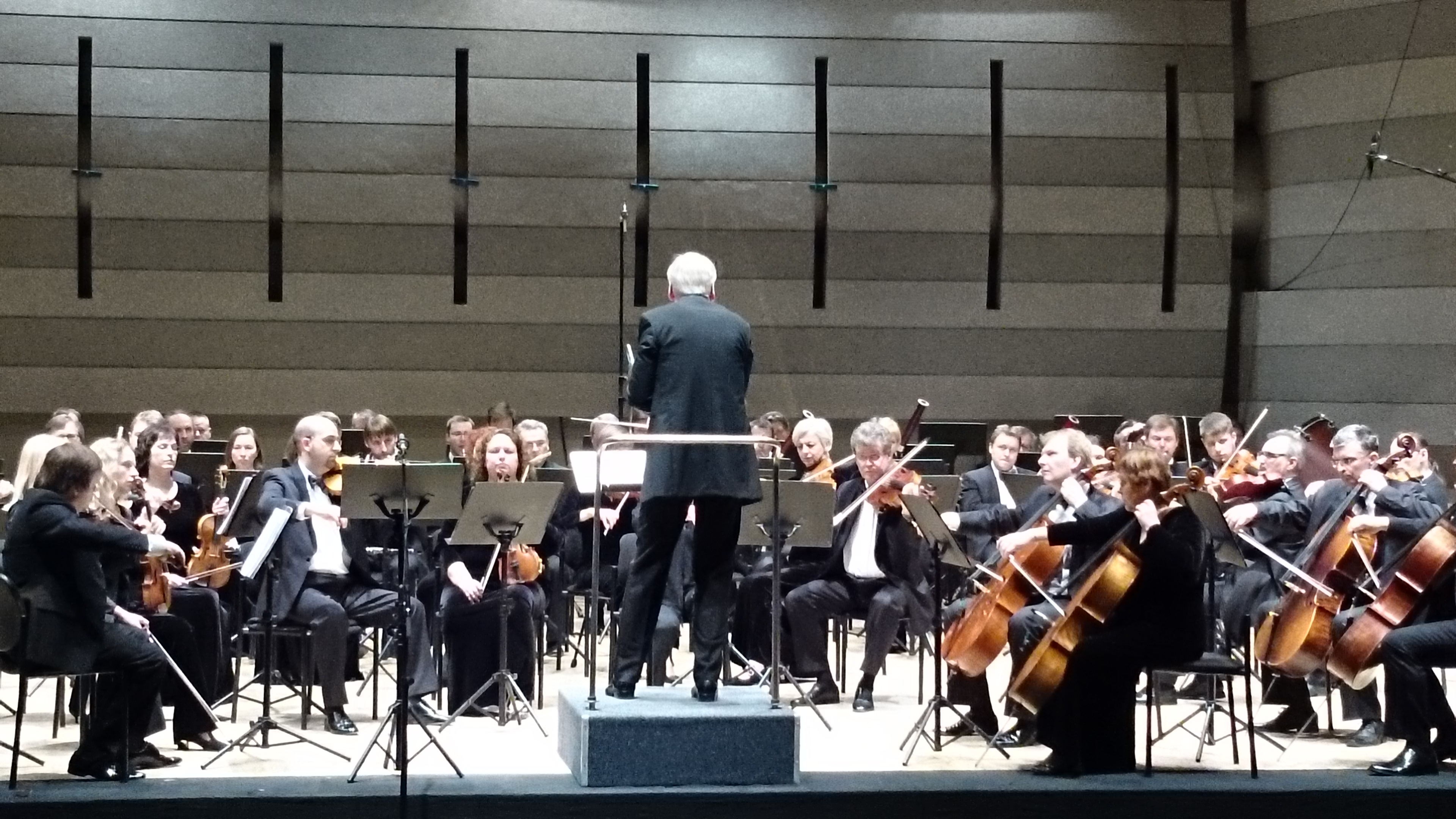
Rinkevičius mit seinem Orchester

Gintaras Rinkevičius (* 1960 in Vievis) ist ein litauischer Musiker, Gründer, Chefdirigent und künstlerischer Leiter des Litauischen Staatlichen Symphonieorchesters sowie Professor in Vilnius.

## Leben
Rinkevičius besuchte die Čiurlionis-Kunstschule in Vilnius und studierte am Sankt Petersburger (bis 1983) und Moskauer Konservatorium (1986). 1983 gewann er den Fünften Dirigentenwettbewerb in Moskau. Bekannt wurde er als Gewinner des Herbert-von-Karajan-Wettbewerbes in Berlin 1985. Bereits drei Jahre später wurde er Chefdirigent und künstlerischer Leiter der Litauischen Staatsphilharmonie. Außerdem wirkte er von 1996 bis 2003 als künstlerischer Leiter und Chefdirigent und 2007 bis 2009 als Chef-Gastdirigent an der Lettischen Nationaloper. Weiterhin hatte er leitende Funktionen in den Opernhäusern von Malmö (2002–05) und Riga und ist Chefdirigent des Akademischen Sinfonieorchesters Nowosibirsk.
Als Gastdirigent leitete Rinkevičius u. a. die Berliner Symphoniker, die Staatskapelle Weimar, die Sankt Petersburger Philharmoniker, das Russische Nationalorchester, das Russische Staatsorchester und die Sinfonie Odense. Unter seiner Leitung traten Musiker wie Violeta Urmanavičiūtė-Urmana, Matti Salminen, Badri Maisuradse, Katia Ricciarelli, Victor Tretyakov, Yuri Bashmet, Peter Donohoe, Oleg Kagan, Gidon Kremer, David Geringas und Roger Muraro.
Als Operndirigent debütierte Rinkevičius 1986 an der Ungarischen Nationaloper mit Mozarts Die Entführung aus dem Serail. Es folgten Ballettaufführungen wie Tschaikowskis Schwanensee und Der Nussknacker, Sergei Prokofjews Romeo und Julia und Igor Strawinskis Le sacre du printemps. 1988 leitete er die Aufführung von Audronė Žigaitytė-Nekrošienės Oper Mažvydas in Klaipėda, 2003 eine konzertante Aufführung von Peter Heises Oper Drot og marsk am Tivoli in Kopenhagen. Als Gastdirigent am Bolschoi-Theater führte er u. a. Puccinis La Bohème auf. An der Lettischen Nationaloper hatte er u. a. Giuseppe Verdis Nabucco, Aida und La traviata, Richard Strauss’ Salome, Tschaikowskis Eugen Onegin und Mozarts Die Zauberflöte im Repertoire.
Als Orchesterdirigent führte Rinkevičius u. a. sämtliche Sinfonien von Ludwig van Beethoven, Johannes Brahms, Gustav Mahler und Dmitri Schostakowitsch auf. Er leitete die litauischen Erstaufführungen von Mahlers 8. Sinfonie, César Francks Oratorium Les Beatitudes und Philip Glass’ Itaipu und die Uraufführungen von Algirdas Martinaitis’ Oratorium Laiškas visiems tikintiesiems,  Feliksas Bajoras’ Dievo avinėlis (Gottesschäfchen oder Lamm Gottes) und  Julius Juzeliūnas’ Žaidimas.
Er lehrt als Professor am Lehrstuhl für Dirigieren an der Musikfakultät der LMTA in Vilnius.
Er ist in zweiter Ehe verheiratet mit Donata Rinkevičienė.

## Auszeichnungen
1994 erhielt er den Litauischen Nationalpreis, 2009 verlieh ihm Präsident Valdas Adamkus den Großkomtur des Ordens um Verdienste für Litauen.